# Thuis (woning)

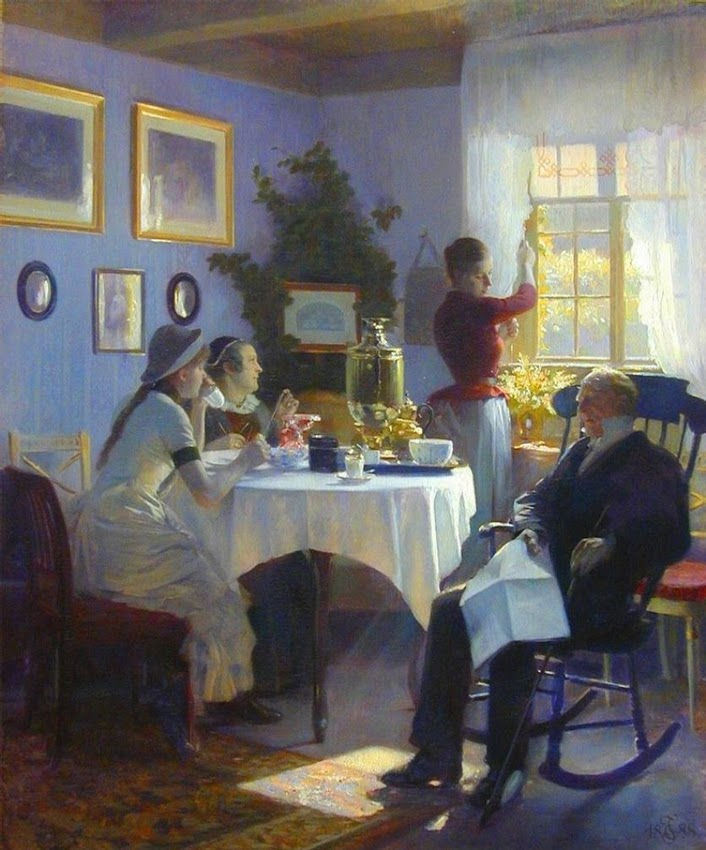
A Sunday Afternoon van Carl Thomsen

Thuis is de benaming voor de plek (het huis) waar iemand woont.
Thuis is de plek waar men zich vaak veilig en op zijn gemak voelt. In een uitdrukking als "zich thuis voelen' heeft het dan ook een positieve connotatie. 
Het woord is een samentrekking van te en huis. Het wordt niet meer als een samentrekking gezien en wordt dan ook zonder apostrof geschreven — in de 19e eeuw was het nog: t'huis. Het woord is (afgezien in samenstellingen als thuisbankieren) samen met thans het enige oorspronkelijke dat met th begint.
Als bijwoord wordt het woord ook gebruikt voor naar of in (iemands) huis
- Samen uit, samen thuis.
- Hoe is het thuis?

Het wordt ook gebruik in de overdrachtelijke betekenis van ergens of met iets goed bekend zijn:
- Hoe goed ben jij thuis in de effectenhandel?